# Organo del Tabernacolo di Salt Lake

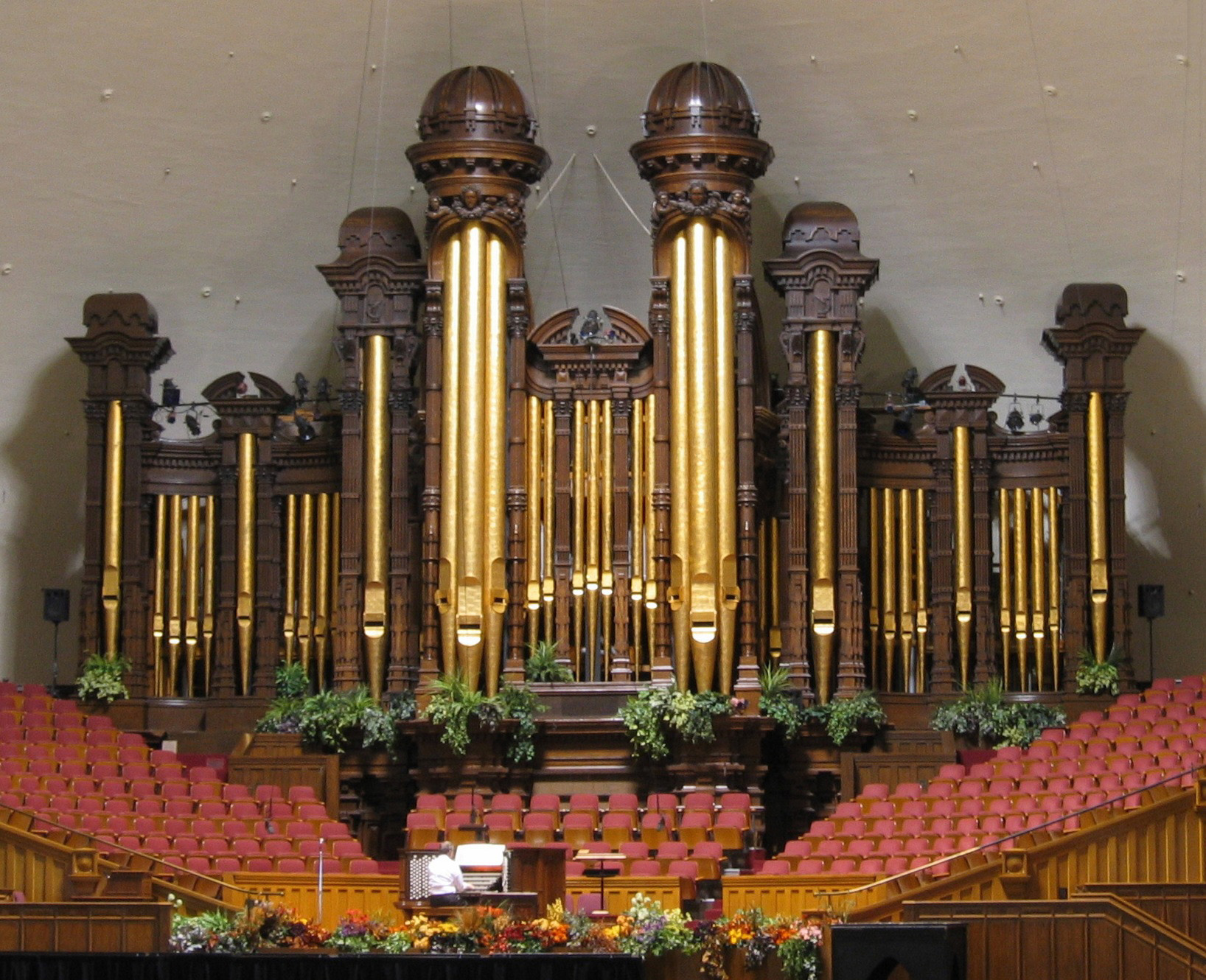
L'organo

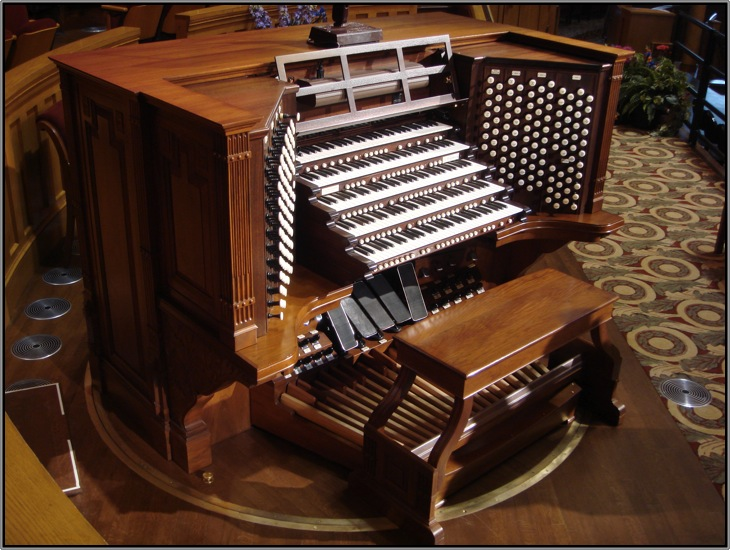
La consolle

L'Organo del Tabernacolo di Salt Lake è un grande organo a canne situato nel Tabernacolo di Salt Lake, a Salt Lake City, negli Stati Uniti d'America. Il primo organista titolare dello strumento è, dal 1991, Richard Elliott.

## Storia
Nel 1867, l'organaro australiano Joseph Ridges venne incaricato della costruzione di un organo a canne per il Tabernacolo di Salt Lake, grande centro congressi della Chiesa di Gesù Cristo dei santi degli ultimi giorni. Lo strumento, per il quale Ridges si era ispirato all'organo della Music Hall di Boston, aveva circa 700 canne costruite in vari materiali, fra cui legno, zinco e varie leghe di stagno.
In un primo momento l'organo, che era a trasmissione meccanica, era alimentato tramite dei grandi mantici azionati manualmente. In seguito l'aria gli venne fornita da una serie di turbine azionate dalla corrente del City Creek; poi, considerato anche questo metodo obsoleto, l'organo fu dotato di grandi elettroventilatori elettrici, che costituiscono l'attuale (2012) sistema di alimentazione.
Lo strumento venne più volte ampliato mantenendo sempre il materiale fonico originario di Ridges. L'organo attuale è opera dei rifacimenti degli anni quaranta del XX secolo, ad opera di George Donald Harrison e della Aeolian Company. Un nuovo intervento è stato condotto nel 1988, con la fornitura di una nuova consolle.
Oggi, dopo aver accompagnato, dal 1867 al 1999 la semi-annuale Conferenza Generale della Chiesa di Gesù Cristo dei Santi degli Ultimi Giorni, l'organo viene utilizzato principalmente per accompagnare il Coro del Tabernacolo Mormone e, quotidianamente, a mezzogiorno, viene tenuto allo strumento un concerto di 30 minuti.

## Descrizione
Il grande organo a canne, che è l'opus 1075 della Aeolian Company, occupa tutta la parete fondale del vasto auditorium con la sua ricca facciata in stile neobarocco costituita dalla cassa in legno di quercia intagliato e dalle grandi canne dorate del registro di principale di 32'.
L'organo, che è a trasmissione elettro-pneumatica sia per i manuali e il pedale, sia per i registri, ha 147 registri per un totale di 206 file e 11.623 canne.
La monumentale consolle, del 1988, è situata al centro del palcoscenico, sopra una pedana che le permette di essere girata di 180°. In stile americano, è costituita da 5 tastiere di 61 note ciascuna con tasti in avorio e dalla pedaliera concavo-radiale di 32 note. Ai due lati delle tastiere, si trovano i pomelli che comandano i vari registri. Le unioni, gli accoppiamenti e gli accessori, invece, sono comandati da una serie di placchette poste sopra la quinta tastiera.
Di seguito, la disposizione fonica dello strumento:
| Prima tastiera - Choir |     |
| Gamba                  | 16' |
| Principal              | 8'  |
| Concert Flute          | 8'  |
| Viola                  | 8'  |
| Viola Celeste          | 8'  |
| Dulcet II              | 8'  |
| Kleine Erzähler II     | 8'  |
| Prestant               | 4'  |
| Zauberflöte            | 4'  |
| Gambette               | 4'  |
| Piccolo Harmonique     | 2'  |
| Fife                   | 1'  |
| Sesquialtera           | II  |
| Carillon               | III |
| Rauschpfeife           | III |
| Dulzian                | 16' |
| Trompette              | 8'  |
| Krummhorn              | 8'  |
| Orchestral Oboe        | 8'  |
| Rohr Schalmei          | 4'  |
| Trompette Harmonique   | 8'  |
| Tremulant              |     |

| Prima tastiera - Positiv |        |
| Principal                | 8'     |
| Cor de Nuit              | 8'     |
| Quintade                 | 8'     |
| Principal                | 4'     |
| Nachthorn                | 4'     |
| Nazard                   | 2.2/3' |
| Principal                | 2'     |
| Spielflöte               | 2'     |
| Tierce                   | 1.3/5' |
| Larigot                  | 1.1/3' |
| Sifflöte                 | 1'     |
| Septerz                  | II     |
| Scharf                   | III    |
| Zimbel                   | III    |
| Rankett                  | 16'    |
| Cromorne                 | 8'     |
| Tremulant                |        |

| Seconda tastiera - Great |        |
| Subprincipal             | 16'    |
| Quintaton                | 16'    |
| Principal                | 8'     |
| Diapason                 | 8'     |
| Montre                   | 8'     |
| Bourdon                  | 8'     |
| Spitzflöte               | 8'     |
| Flûte Harmonique         | 8'     |
| Bell Gamba               | 8'     |
| Grosse Quinte            | 5.1/3' |
| Principal                | 4'     |
| Octave                   | 4'     |
| Koppelflöte              | 4'     |
| Flûte Octaviante         | 4'     |
| Gemshorn                 | 4'     |
| Grosse Tierce            | 3.1/5' |
| Quinte                   | 2.2/3' |
| Super Octave             | 2'     |
| Blockflöte               | 2'     |
| Tierce                   | 1.3/5' |
| Septieme                 | 1.1/7' |
| Acuta                    | III    |
| Full Mixture             | IV     |
| Fourniture               | IV     |
| Klein Mixtur             | IV     |
| Cornet                   | V      |
| Double Trumpet           | 16'    |
| Trumpet                  | 8'     |
| Clarion                  | 4'     |

| Terza tastiera - Swell |        |
| Lieblich Gedeckt       | 16'    |
| Gemshorn               | 16'    |
| Geigen Principal       | 8'     |
| Gedeckt                | 8'     |
| Claribel Flute         | 8'     |
| Flauto Dolce           | 8'     |
| Flute Celeste          | 8'     |
| Viole de Gambe         | 8'     |
| Viole Celeste          | 8'     |
| Orchestral Strings     | 8'     |
| Salicional             | 8'     |
| Voix Celeste           | 8'     |
| Prestant               | 4'     |
| Fugara                 | 4'     |
| Flauto Traverso        | 4'     |
| Nazard                 | 2.2/3' |
| Octavin                | 2'     |
| Hohlflöte              | 2'     |
| Cornet                 | III    |
| Cymbale                | IV     |
| Plein Jeu              | IV     |
| Plein Jeu              | VI     |
| Contra Fagot           | 32'    |
| Contra Trompette       | 16'    |
| 1ere Trompette         | 8'     |
| 2eme Trompette         | 8'     |
| Hautbois               | 8'     |
| Voix Humaine           | 8'     |
| Quinte Trompette       | 5.1/3' |
| Clairon                | 4'     |
| Tremulant              |        |

| Quarta tastiera - Bombarde |       |
| Diapason                   | 8'    |
| Octave                     | 4'    |
| Grosse Cornet              | IV–VI |
| Grande Fourniture          | VI    |
| Bombard                    | 16'   |
| Trompette Harmonique       | 8'    |
| Trompette                  | 8'    |
| Clairon                    | 4'    |

| Quarta tastiera - Solo |        |
| Flauto Mirabilis       | 8'     |
| Gamba                  | 8'     |
| Gamba Celeste          | 8'     |
| Concert Flute          | 4'     |
| Nazard                 | 2.2/3' |
| Piccolo                | 2'     |
| Tierce                 | 1.3/5' |
| French Horn            | 8'     |
| English Horn           | 8'     |
| Corno di Bassetto      | 8'     |
| Tuba                   | 8'     |
| Cornet V               | 8'     |
| Harp                   | 8'     |
| Chimes                 |        |
| Celesta                |        |
| Tremulant              |        |

| Quinta tastiera - Antiphonal |     |
| Diapason                     | 8'  |
| Gedeckt                      | 8'  |
| Salicional                   | 8'  |
| Voix Celeste                 | 8'  |
| Principal                    | 4'  |
| Kleine Mixtur                | III |
| Trompette                    | 8'  |
| Vox Humana                   | 8'  |
| Tuba Mirabilis               | 8'  |
| Cornet                       | V   |
| Tremulant                    |     |

| Percussion       |
| Chimes on Great  |
| Chimes on Pedal  |
| Harp on Choir    |
| Celesta on Choir |

| Pedal            |         |
| Montre           | 32'     |
| Flûte Ouverte    | 32'     |
| Contre Bourdon   | 32'     |
| Principal        | 16'     |
| Flûte Ouverte    | 16'     |
| Contre Basse     | 16'     |
| Violone          | 16'     |
| Bourdon          | 16'     |
| Gemshorn         | 16'     |
| Gamba            | 16'     |
| Lieblich Gedeckt | 16'     |
| Grosse Quinte    | 10.2/3' |
| Principal        | 8'      |
| Violoncello      | 8'      |
| Spitzprincipal   | 8'      |
| Flûte Ouverte    | 8'      |
| Flauto Dolce     | 8'      |
| Gamba            | 8'      |
| Lieblich Gedeckt | 8'      |
| Quinte           | 5.1/3'  |
| Choral Bass      | 4'      |
| Nachthorn        | 4'      |
| Gamba            | 4'      |
| Lieblich Gedeckt | 4'      |
| Principal        | 2'      |
| Blockflöte       | 2'      |
| Full Mixture     | IV      |
| Cymbale          | IV      |
| Grand Harmonics  | V       |
| Bombarde         | 32'     |
| Contra Fagot     | 32'     |
| Ophicleide       | 16'     |
| Trombone         | 16'     |
| Double Trumpet   | 16'     |
| Contre Trompette | 16'     |
| Dulzian          | 16'     |
| Posaune          | 8'      |
| Trumpet          | 8'      |
| Double Trumpet   | 8'      |
| Contre Trompette | 8'      |
| Krummhorn        | 8'      |
| Clairon          | 4'      |
| Chalumeau        | 4'      |
| Kornett          | 2'      |